# キャッツ - ポッサムおじさんの猫とつき合う法
『キャッツ - ポッサムおじさんの猫とつき合う法』（ポッサムおじさんのねことつきあうほう 英: The Old Possum's Book of Practical Cats）は、イギリスの詩人T・S・エリオットによる子供向けの詩集である。1939年に発表された。ポッサムはオポッサムのことであり、死んだ振りをすることから「臆病者」という意味がある。エリオットはエズラ・パウンドの詩に“Possum”という渾名で登場することが多く、ポッサムおじさんとは自身の渾名にちなんだタイトルである。

## 日本語訳
当記事の記事名に用いている題名は、ちくま文庫から刊行された日本語版に付けられたものである。日本語訳は他にも様々な題名で出版されている。
- おとぼけおじさんの猫行状記 （二宮尊道訳、中央公論社「エリオット全集（1）」、1960年、改訂版1971年）
- キャッツ - ポッサムおじさんの猫とつき合う法 （池田雅之訳、ちくま文庫 1995年）
- 袋鼠親爺の手練猫名簿 （柳瀬尚紀訳、評論社 2009年）
- キャッツ ポッサムおじさんの実用猫百科（小山太一訳、河出書房新社 2015年）
- オールド・ポッサムの抜け目なき猫たちの詩集（佐藤亨訳、球形書房 2023年）

以下はいずれも部分訳である。
- キャッツ ボス猫・グロウルタイガー絶体絶命（田村隆一訳、海外秀作絵本・ほるぷ出版 1988年、新版2018年）
- 魔術師キャッツ 大魔術師ミストフェリーズ　マンゴとランプルの悪ガキコンビ（同上、1991年） 絵はエロール・ル・カイン

## 登場猫
- ジェニエニドッツ (Jennyanydots, The Old Gambie Cat)
温和なおばさん猫。ねずみからゴキブリまで教育しようとする。名前のGambieはgumから派生した言葉で、「ガムのようにくっついたら離れない様子」の意味。
- グロールタイガー (Growl tiger)
やくざな海賊猫。グリドルボーン嬢とデートしているところを敵に強襲され、海のもくずと消える。名前のGrowlは「唸る」の意味で、tigerはもちろん「虎」。
- ラム・タム・タガー (Rum Tum Tugger)
あまのじゃくなわがまま猫。名前のrumは「風変わりな」もしくは「ラム酒」の意。tumは「ポン（打楽器）」や「ポロン（弦楽器）」といった音を表す擬音語。TuggerはTug（ひっぱる）とTiger（虎）をかけている。
- マンゴジェリー (Mungojerrie)
悪名高い泥棒猫。ランペルティーザとコンビを組む。
- ランペルティーザ (Rumpelteazer)
悪名高い泥棒猫。マンゴジェリーとコンビを組む。名前のteazerはteaserのことで、「苛める人、厄介者」を表す。
- デュトロノミー (Old Deuteronomy)
長生きの長老猫。9人の女房の死を看取ったとも、99人の女房の死を看取ったとも言われる。名前は旧約聖書の申命記（Book of Deuteronomy）から。
- ランパスキャット (Rumpuscat)
いかつい大親分猫。やくざな犬の一家でさえ恐れる。名前のRumpasは「騒動、激論」の意味。
- ミストフェリーズ (Mr.Mistoffelees)
偉大な魔術猫。無口で小柄な黒猫。名前の由来は「ファウスト」の悪魔メフィストフェレス (Mephistopheles)。
- マキャヴィティ  (Macavity)
猫の犯罪界におけるナポレオン。スコットランドヤードも手を焼いている。名前はシャーロック・ホームズシリーズに登場するジェームズ・モリアーティとイタリアの政治思想家ニッコロ・マキャヴェッリに由来する。
- アスパラガス (Gus)
落ちぶれた芝居猫。かつては魔王ファイヤーフローフィードル役で一世を風靡した。
- バストファー・ジョーンズ (Bustopher Jones)
太った貴族猫。行きつけのクラブは8軒も9軒もある。
- スキンブルシャンクス (Skimbleshanks)
有能な鉄道猫。夜行列車「メイル」号の運行は彼にかかっている。

## ミュージカル
アンドリュー・ロイド＝ウェバーの作曲で、この詩集を元に音楽とストーリーを加えミュージカル化された。ミュージカルには、詩集には登場しないオリジナルの猫や、詩集とは違った設定を与えられている猫もいる。

## 関連書籍
- 池田雅之『猫たちの舞踏会 エリオットとミュージカル「キャッツ」』（角川ソフィア文庫、2009年） - ちくま文庫版の訳者による解説書